# Systematiskt säkerhetsarbete

PDCA-cykeln

Systematiskt säkerhetsarbete är ett samlingsbegrepp för en verksamhets organiserade arbete med all form av säkerhet. I begreppet kan till exempel ingå arbetsmiljöarbete, brandskyddsarbete och den av WHO framtagna certifieringen "säker och trygg kommun". I Sverige skall kommuner vid arbetet med sitt kommunala handlingsprogram kring skydd mot olyckor arbeta på ett systematiskt sätt vilket även det är ett systematiskt sätt att arbeta med säkerhet. Arbetsformen systematiskt säkerhetsarbete liknar den som används inom kvalitetsledningssystem, det vill säga man identifierar, organiserar, dokumenterar, kontrollerar och följer upp ett arbete inom ett identifierat område.
Det handlar då oftast om att ha ett arbete som följer den så kallade PDCA-cykeln (Plan, Do, Check, Act). 

## Ingående komponenter
I systematiskt säkerhetsarbete finns många komponenter, beroende på verksamhet:
- Säkerhetsskydd inklusive säkerhetsskyddsavtal, sekretessavtal och säkerhetsskyddad upphandling (SUA)
- Signalskydd
- Säkerhetsprövning inklusive registerkontroll och dokumenterad personbedömning
- Informationssäkerhet
- Risk management
- Personsäkerhet
- Omvärldsanalys
- Fysisk säkerhet och anläggningssäkerhet
- Krishantering
- Kontinuitetsplanering (BCP)
- Resesäkerhet
- Intern utredning (vid misstanke om brott)